# Пихельский, Ежи
Ежи Пихельский (пол. Jerzy Pichelski; 27 ноября 1903 — 5 сентября 1963) — польский актёр театра, кино, радио и телевидения.

## Биография
Ежи Пихельский родился в Саратове. В 1929 году окончил Драматическое отделение у Варшавской консерватории. Дебютировал в театре в 1929 году в Вильнюсе. Актёр театров в Варшаве, Вильнюсе, Люблине и Лодзи. Выступал также в спектаклях польского «театра телевидения» с 1960 года и «театра Польского радио» с 1957 года. Умер в Варшаве, похоронен на кладбище Старые Повонзки.

## Избранная фильмография
- 1933 — Шпион в маске / Szpieg w masce
- 1938 — Костюшко под Рацлавицами / Kościuszko pod Racławicami
- 1938 — Люди Вислы / Ludzie Wisły
- 1938 — Последняя бригада / Ostatnia Brygada
- 1933 — Флориан / Florian
- 1938 — Граница / Granica
- 1938 — Сигналы / Sygnały
- 1938 — За несовершённые вины / Za winy niepopełnione
- 1939 — Три сердца / Trzy serca
- 1939 — Белый негр
- 1939 – Сквозь слёзы счастья
- 1948 — Пограничная улица / Ulica Graniczna
- 1955 — Подгале в огне / Podhale w ogniu
- 1959 — Лётна / Lotna
- 1960 — Тысяча талеров / Tysiąc talarów
- 1960 — Косоглазое счастье / Zezowate szczęście
- 1960 — Крестоносцы / Krzyżacy — Повала из Тачева
- 1961 — Апрель / Kwiecień
- 1963 — Далека дорога / Daleka jest droga